# 尾鷲杉
尾鷲杉（おわせすぎ）は、三重県尾鷲市の杉である。「熊野杉」として売り出されている杉もある。
尾鷲は古い時代から良質な木材の産地として有名である。1624年（寛永元年）から人工植林が始まり、「紀州藩の奥熊野尾鷲組」と呼ばれていた。「熊野古道」の馬越峠では、石畳脇に尾鷲杉を眺める事が可能である。
抗圧強が比較的大きい（472kg/cm2）、弾圧係数は小さいが、破壊負担強は比較的大きい（34,124kg/cm2）、比重が大きい（48.0）という特徴がある。
江戸後期から大正にかけては「杉葉線香」が多く製造されていた。「尾鷲香杉」にも利用される。